# 聖母の騎士高等学校
聖母の騎士高等学校（せいぼのきしこうとうがっこう）は、長崎県長崎市本河内二丁目にあるキリスト教カトリック系私立高等学校。

## 概要
イタリアに本部を置くコンベンツァル聖フランシスコ修道会系のミッションスクールである。

### 校風・特色
カトリック教会の教えと教育基本法に基づき、聖フランシスコと創立者の聖コルベ神父の生き方を模範とした、より高い人格の形成を目指している。
募集人員が少なく、20人以下の少人数クラスが特徴。1学年1クラス。

## 沿革
- 1936年 - 前身となる「聖母の騎士小神学校」の設立
- 1943年 - 第二次世界大戦中、日本での敵国人の抑留のための収容所に指定[1]
- 1946年 - 中学校設置認可
- 1949年 - 高等学校設置認可
- 1968年 - 神学校から普通学校に転換、一般募集開始
- 1981年 - ローマ教皇ヨハネ・パウロ2世、日本史上初来日
- 1982年 - マザー・テレサ来校
- 2003年 - 中学校を休校する

## 姉妹校
- 仁川学院中学校・高等学校･･･経営母体のコンベンツァル聖フランシスコ修道会が設立した兵庫県・西宮市のミッションスクール。

## 出身者
- 押川壽夫 - カトリック教会聖職者